# Cospeito
Cospeito – miasto w Hiszpanii w regionie Galicja w prowincji Lugo. W Cospeito urodził się hiszpański aktor Luis Tosar.